# ボジュヌールド
ボジュヌールド（ペルシア語: بجنورد: Bojnūrd  発音）はイラン・北ホラーサーン州の州都。人口は2005年に181,648人。ラテン文字転写はBojnūrd、Bujnūrd、BujnurdあるいはBojnord。ボジュノルド、ボジノルド、ブジヌルドなどとも表記される。

## 概要
ボジュヌールドは平野に位置し、気候は穏やかな山岳性気候である。この都市はもとは「ビジャン・ゲルド」として現れる。ゲルドは都市を意味し「ビジャンの都市」という意味となる。住民の多数派はクルド語のクルマンジー方言を話すクルド族である。
古い都市遺構サレバーン・マハーレが今日のボジュヌールドの北西にある。